# Linha 8 do Metrô da Cidade do México
A Linha 8: Garibaldi ↔ Constitución de 1917 é uma das linhas em operação do Metrô da Cidade do México, inaugurada no dia 20 de julho de 1994. Estende-se por cerca de 20,078 km, dos quais 17,679 km são usados para serviço e o restante para manobras. A cor distintiva da linha é o verde.
Possui um total de 19 estações em operação, das quais 14 são subterrâneas e 5 são superficiais. As estações Atlalilco, Bellas Artes, Chabacano, Garibaldi-Lagunilla, Salto del Agua e Santa Anita possibilitam integração com outras linhas do Metrô da Cidade do México.
A linha, operada pelo Sistema de Transporte Colectivo, possui o quinto maior tráfego do sistema, tendo registrado um movimento de 136.224.219 passageiros em 2016. Atende as seguintes demarcações territoriais da Cidade do México: Cuauhtémoc, Iztacalco, Iztapalapa e Venustiano Carranza.

## Estações
| Nome                 | Inauguração         | Demarcação territorial           | Integração | Posição     | Latitude      | Longitude     |
| -------------------- | ------------------- | -------------------------------- | ---------- | ----------- | ------------- | ------------- |
| Garibaldi-Lagunilla  | 20 de julho de 1994 | Cuauhtémoc                       |            | Subterrânea | 19° 26' 40" N | 99° 08' 23" O |
| Bellas Artes         | 20 de julho de 1994 | Cuauhtémoc                       |            | Subterrânea | 19° 26' 10" N | 99° 08' 31" O |
| San Juan de Letrán   | 20 de julho de 1994 | Cuauhtémoc                       | -          | Subterrânea | 19° 25' 53" N | 99° 08' 30" O |
| Salto del Agua       | 20 de julho de 1994 | Cuauhtémoc                       |            | Subterrânea | 19° 25' 37" N | 99° 08' 32" O |
| Doctores             | 20 de julho de 1994 | Cuauhtémoc                       | -          | Subterrânea | 19° 25' 18" N | 99° 08' 36" O |
| Obrera               | 20 de julho de 1994 | Cuauhtémoc                       | -          | Subterrânea | 19° 24' 49" N | 99° 08' 39" O |
| Chabacano            | 20 de julho de 1994 | Cuauhtémoc                       |            | Subterrânea | 19° 24' 30" N | 99° 08' 09" O |
| La Viga              | 20 de julho de 1994 | Cuauhtémoc / Venustiano Carranza | -          | Subterrânea | 19° 24' 23" N | 99° 07' 34" O |
| Santa Anita          | 20 de julho de 1994 | Iztacalco                        |            | Subterrânea | 19° 24' 10" N | 99° 07' 18" O |
| Coyuya               | 20 de julho de 1994 | Iztacalco                        | -          | Superfície  | 19° 23' 55" N | 99° 06' 49" O |
| Iztacalco            | 20 de julho de 1994 | Iztacalco                        | -          | Superfície  | 19° 23' 19" N | 99° 06' 44" O |
| Apatlaco             | 20 de julho de 1994 | Iztapalapa                       | -          | Superfície  | 19° 22' 45" N | 99° 06' 35" O |
| Aculco               | 20 de julho de 1994 | Iztapalapa                       | -          | Superfície  | 19° 22' 27" N | 99° 06' 29" O |
| Escuadrón 201        | 20 de julho de 1994 | Iztapalapa                       | -          | Subterrânea | 19° 21' 54" N | 99° 06' 34" O |
| Atlalilco            | 20 de julho de 1994 | Iztapalapa                       |            | Subterrânea | 19° 21' 22" N | 99° 06' 05" O |
| Iztapalapa           | 20 de julho de 1994 | Iztapalapa                       | -          | Subterrânea | 19° 21' 28" N | 99° 05' 36" O |
| Cerro de la Estrella | 20 de julho de 1994 | Iztapalapa                       | -          | Subterrânea | 19° 21' 22" N | 99° 05' 08" O |
| UAM-I                | 20 de julho de 1994 | Iztapalapa                       | -          | Subterrânea | 19° 21' 04" N | 99° 04' 29" O |
| Constitución de 1917 | 20 de julho de 1994 | Iztapalapa                       | -          | Superfície  | 19° 20' 45" N | 99° 03' 50" O |